# NGC 3258
NGC 3258 é uma galáxia elíptica (E1) localizada na direcção da constelação de Antlia. Possui uma declinação de -35° 36' 18" e uma ascensão recta de 10 horas, 28 minutos e 53,4 segundos.
A galáxia NGC 3258 foi descoberta em 2 de Maio de 1834 por John Herschel.